# RWD-14 Czapla
РВД-14 Цапля (пол. RWD-14 Czapla) — польский ближний разведчик, корректировщик и самолёт связи, одномоторный моноплан-парасоль смешанной конструкции с неубирающимся шасси. Спроектирован в исследовательском центре «Досвядзальне Варштаты Лотничи» (DWL) под руководством Станислава Рогальского и Ежи Джевецкого. Первый полёт опытного самолёта состоялся в декабре 1935 года. Серийное производство начато в 1938 году на заводе LWS (Люблинска вытворня самолётов). Производство прекращено в феврале 1939 года.
Самолёт состоял на вооружении польских ВВС с 1939 года (на эти машины были перевооружены эскадрильи №№13, 23, 33, 53 и 63), а также румынских ВВС (небольшая часть перелетевших самолётов, после окончания польской кампании вермахта).